# Hans Karl von Diebitsch
Le comte Hans Karl Friedrich Anton von Diebitsch und Narden (en russe : Иван Иванович Дибич-Забалканский, Ivan Ivanovitch Dibitch-Zabalkanski), né le 13 mai 1785 et mort le 10 juin 1831, est un officier d'origine allemande entré en 1801 au service de la Russie, promu général en 1812 et fait maréchal en 1829.

## Biographie

### Origines familiales et formation
Issu d'une famille d'ancienne noblesse de Silésie, province du royaume de Prusse depuis 1742, il naît dans une localité située près d'Obernigk en Basse-Silésie. Il est le fils d'Ehrenfried von Diebitsch und Narten (1738-1822), officier de l'armée prussienne, appartenant à la suite de Frédéric II en 1785. 
Hans Karl est formé à l'école des cadets de Berlin (Kadettenhaus zu Berlin). 
En 1798, Ehrenfried part avec sa famille en Russie comme précepteur du duc Eugène de Wurtemberg, neveu de l'impératrice Maria Feodorovna (Sophie-Dorothée de Wurtemberg).

### Le règne d'AlexandreIer(1801-1825) et les guerres napoléoniennes
En 1801, à la demande du nouveau tsar Alexandre Ier, il devient enseigne au régiment Sémionovsky.
Il participe aux campagnes de la Troisième Coalition (1805) et est blessé à Austerlitz. 
Durant la campagne de 1806-1807 (guerre de la Quatrième coalition, qui inclut la Russie et la Prusse), il se distingue à Eylau et à Friedland et est promu capitaine.
En 1812, il entre dans l'état-major du général Wittgenstein comme quartier-maître général. Il est promu général (Generalmajor) à la suite de son comportement lors de la bataille de Polotsk, durant la campagne de Russie. En décembre 1812, il signe avec le général Yorck von Wartenburg, commandant des troupes prussiennes de la Grande Armée, la convention de Tauroggen (30 décembre), premier pas vers le retournement d'alliance de la Prusse.
Diebitsch participe aux batailles de bataille de Dresde et de Leipzig (1813). Il devient alors Generalleutnant. On prétend que c'est lui qui a persuadé le tsar de marcher alors sur Paris[réf. nécessaire]. 
Il commande une division durant la campagne de France de 1814. Après l'abdication de Napoléon (avril 1814), il participe aux négociations du congrès de Vienne.
Durant les Cent-Jours (mars-juin 1815), le tsar l'envoie au 1er corps d'armée comme chef d'état-major. Après la défaite de Napoléon à Waterloo, Alexandre fait de lui son premier aide de camp. 
En 1822, il le nomme chef du grand état-major.

### Le règne de NicolasIer

#### Les débuts du règne
En décembre 1825, il est chargé de porter la nouvelle de la mort du tsar au grand-duc Constantin, résidant à Varsovie en tant que commandant en chef de l'armée du royaume de Pologne. 
Lors de l'insurrection décembriste, Diebitsch se trouve sur la liste des personnes à éliminer. Mais la conjuration est découverte et anéantie avant que ses membres ne puissent mener à bien leurs projets. Diebitsch a joué un rôle déterminant dans cette affaire et a ensuite été récompensé par le tsar Nicolas Ier.

#### La guerre russo-turque (1828-1829)
Pendant la guerre russo-turque de 1828-1829, commandant de l'armée du Danube, il se signale en remportant la bataille de Kyoulevtcha (11 juin 1829), puis par le franchissement de la chaîne du Grand Balkan et l'occupation d'Andrinople, contraignant le sultan Mahmud II à demander la paix. Cette campagne lui vaut le surnom de Zabalkanski (« Transbalkanique ») et le bâton de feld-maréchal.

#### L'insurrection polonaise (1830-1831)
Pour un article plus général, voir Insurrection de Novembre.
En 1830, après la révolution de Juillet en France, il part en mission à Berlin pour étudier avec la cour de Prusse les possibilités d'intervention contre la France (bientôt suivie de la Belgique). Mais, lorsqu'une insurrection éclate à Varsovie le 29 novembre, il est rappelé à Saint-Pétersbourg. Il est nommé commandant en chef de la force préparée dès le mois de décembre pour mater l'insurrection polonaise.
L'offensive de l'armée russe est lancée au début de février 1831, alors que la Diète de Varsovie vient de destituer Nicolas Ier du trône de Pologne (25 janvier). Diebitsch envisage une attaque directe de la capitale, mais il se heurte à la résistance de l'armée du royaume (bataille de Dobra et de Wawer), puis subit un échec à Grochów le 25 février 1831. Il fait prendre des quartiers d'hiver en attendant des renforts, mais à l'arrivée du printemps, l'armée est touchée par l'épidémie de choléra partie d'Inde, qui emporte notamment le grand-duc Constantin le 27 juin. Malgré leurs victoires de Debe Wielkie et d'Iganie, les Polonais n'arrivent cependant pas à abattre l'armée russe et Diebitsch l'emporte à Ostrolenka le 26 mai. 
Mais il meurt du choléra une dizaine de jours plus tard ; il est remplacé par son chef d'état-major, le général von Toll, puis (26 juin) par le général Paskevitch, qui prendra Varsovie le 8 septembre.

## Source
Cet article comprend des extraits du Dictionnaire Bouillet. Il est possible de supprimer cette indication, si le texte reflète le savoir actuel sur ce thème, si les sources sont citées, s'il satisfait aux exigences linguistiques actuelles et s'il ne contient pas de propos qui vont à l'encontre des règles de neutralité de Wikipédia.